# Ringo Starr and His All Starr Band Volume 2: Live from Montreux
Ringo Starr and His All Starr Band Volume 2: Live from Montreux é o segundo álbum ao vivo oficial de Ringo Starr com participação da All Starr Band e foi lançado em setembro de 1993.